# ブラント81mm迫撃砲Mle27/31
ブラント81mm迫撃砲Mle27/31は、フランスのストークブラン社により開発された81mm迫撃砲。
本砲の設計は、第1次世界大戦中にイギリスのウィルフレッド・ストークスにより開発されたストークス・モーターを、フランスのエドガー・ウィリアム・ブラントが改良したものとなっている。基本構造はストークス・モーターと同様で、ライフリングを持たない滑腔砲身に仰角調節機能を有する二脚と反動吸収用の台座をつけた形状をしている。砲は3個に分割して運搬でき、3名の砲員により操砲できる。
1930年代初頭にフランス軍に採用され、第二次世界大戦で使用されたほか、下記のように各国でもライセンス生産・コピー生産された。
- アメリカ合衆国
  - 81mm迫撃砲M1
- イタリア
  - 81mm迫撃砲M35
- 大日本帝国
  - 九七式曲射歩兵砲
- チェコスロバキア
  - Vzor36 81mm迫撃砲

また、下記の各国の迫撃砲開発に当たっての参考ともされた。
- ドイツ
  - 8 cm sGrW 34
- ソビエト連邦
  - 82mm迫撃砲BM-37
- 中華人民共和国
  - 53式82mm迫撃砲

## 諸元・性能
諸元
- 種別: 迫撃砲
- 口径: 81 mm
- 砲身長: 1,260mm
- 重量: 56kg

性能
- 有効射程: 1,000–1,900メートル (1,100–2,100 yd)
- 発射速度: 18発/分

砲弾・装薬
- 弾薬: 81mm迫撃砲弾・装薬